# Jonacatepec (kommun i Mexiko)
Jonacatepec är en kommun i Mexiko.   Den ligger i delstaten Morelos, i den sydöstra delen av landet, 90 km söder om huvudstaden Mexico City.
Följande samhällen finns i Jonacatepec:
- Jonacatepec de Leandro Valle
- Amacuitlapilco
- Santa Cruz